# اصلاح‌طلبان افغانستان

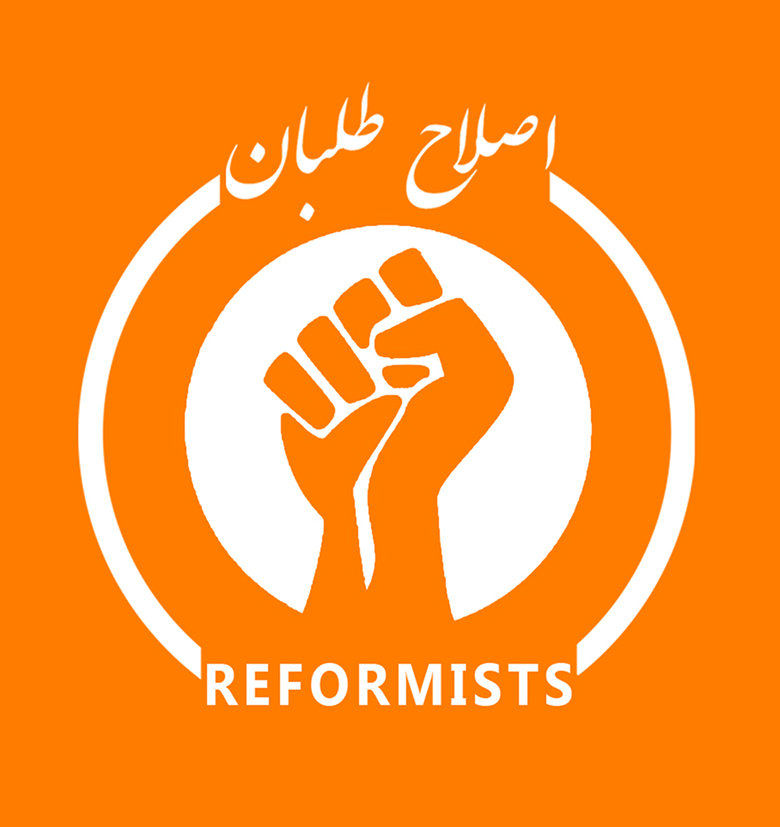
نشان رسمی اصلاح طلبان افغانستان

اصلاح طلبان افغانستان یا جریان اصلاح طلبان که انگلیسی آن The Reformists می‌شود، یک جریان سیاسی-اجتماعی است که در اوایل سال 2011 میلادی از سوی شماری از فعالان در شهر کابل در افغانستان ایجاد گردید. این جریان بار نخست فعالیت‌های خود را با نشر "منشور یکم" به صورت رسمی آغاز نمود. خواست‌های اصلی اصلاح طلبان را در دور اول ریشه کنی فساد گسترده  در افغانستان تشکیل می داد.
جریان اصلاح طلبان افغانستان، نخستین جریان سیاسی-اجتماعی در این کشور است که برای رسیدن به اهداف اصلاحی، عدم خشونت و مبارزات صلح‌آمیز مدنی را در دستور کار خود قرار داده است. این جنبش در انتخابات پارلمانی سال ۲۰۱۸ افغانستان توانست به عنوان جنبشی تاثیر گذار عمل نموده و با ائتلاف با چند حزب سیاسی و حمایت از چند حزب سیاسی دیگر نزدیک نیمی  از پارلمان افغانستان را در دست بگیرد ، این جنبش تاثیراتی از جنبش اصلاحات ایران نیز پذیرفته است.

## محتویات
- اهداف کلی
- تشکیلات
- اساسنامه
- مرامنامه
- برنامه
- گالری عکس
- منابع

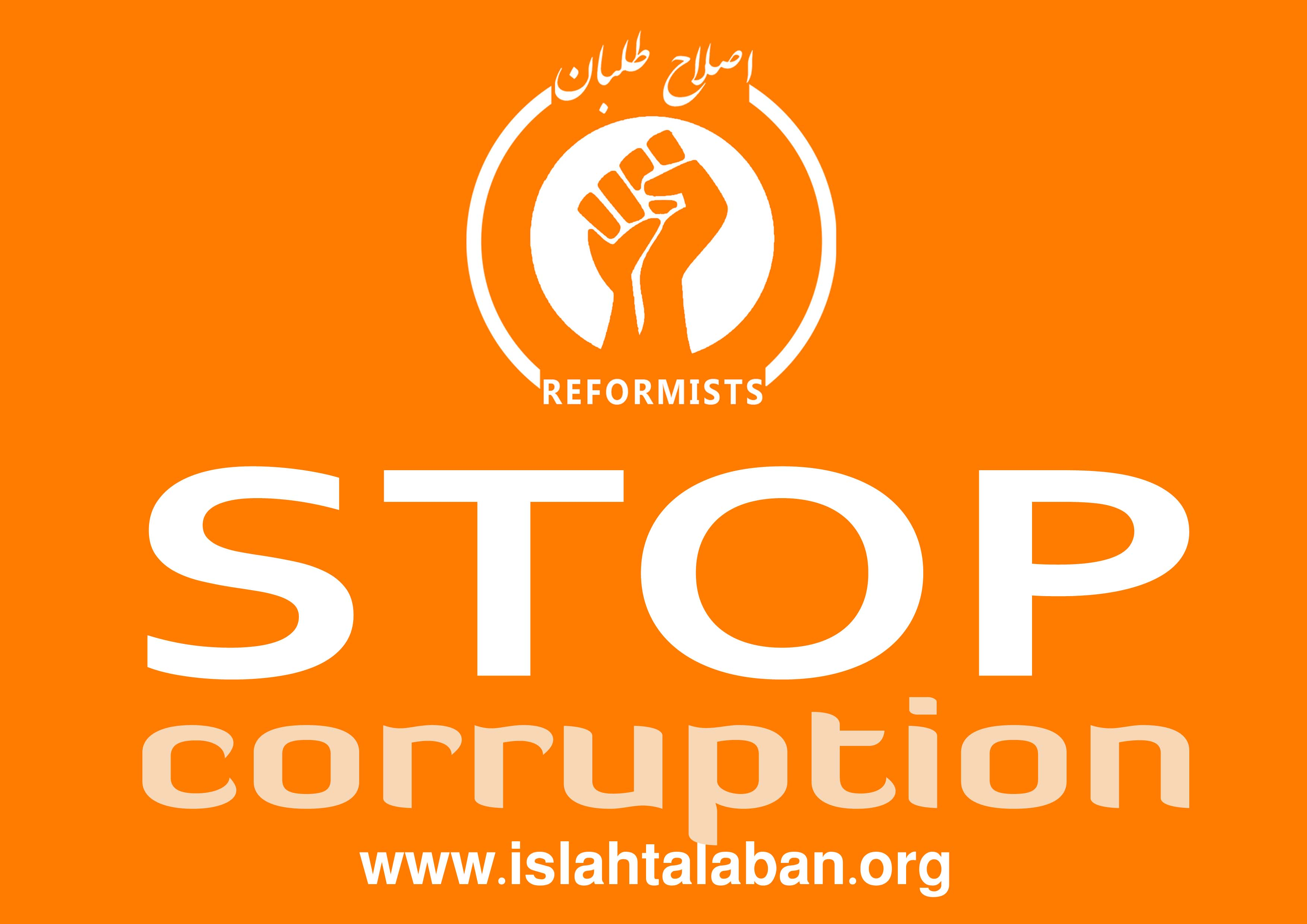
کاغذ تبلیغات ضد فساد از سوی اصلاح طلبان
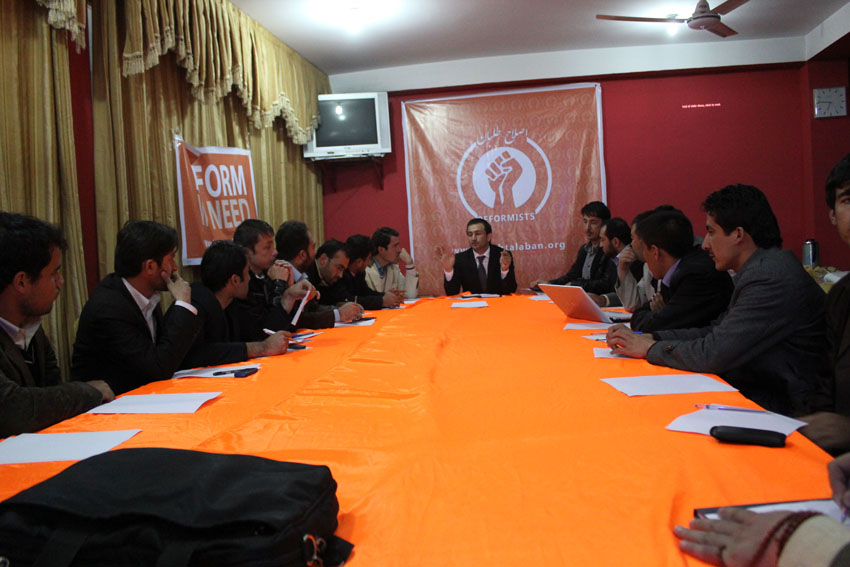
نمایی از جلسات کاری اصلاح طلبان افغانستان